# Camille Claudel
Camille Claudel (Fère-en-Tardenois, 8 dicembre 1864 – Montfavet, 19 ottobre 1943) è stata una scultrice francese.
Era la sorella maggiore dello scrittore, poeta e diplomatico Paul Claudel nonché l'amante dello scultore Rodin.

## Biografia

### L'infanzia
Camille Claudel nasce l’8 dicembre 1864 in una cittadina dell'Aisne (provincia nel nord della Francia), secondogenita di una famiglia benestante. Suo padre, Louis Prosper (nato a La Bresse il 26 ottobre 1826), lavora presso l’ufficio del registro. Sua madre, Louise Athanaïse Cécile Cerveaux, è la figlia del medico e nipote del parroco del paese. Il primogenito della coppia muore dopo soli 16 giorni dalla nascita. La famiglia si trasferisce a Villeneuve-sur-Fère mentre Camille è ancora una bambina e qui nasce prima sua sorella minore Louise, nel febbraio 1866, e poi suo fratello Paul, ad agosto del 1868. Successivamente, si trasferiscono a Bar-le-Duc (1870), Nogent-sur-Seine (1876) e Wassy-sur-Blaise (1879), pur continuando a passare le estati a Villeneuve-sur-Fère e il paesaggio di questa regione rimarrà profondamente impresso in tutti i bambini. Nel 1881 Camille si trasferisce con la madre, il fratello e la sorella minore a Parigi in boulevard du Montparnasse n.135bis dove vivranno fino al 1886, mentre il padre viene trattenuto dai suoi obblighi professionali.

#### Il rapporto con il fratello Paul

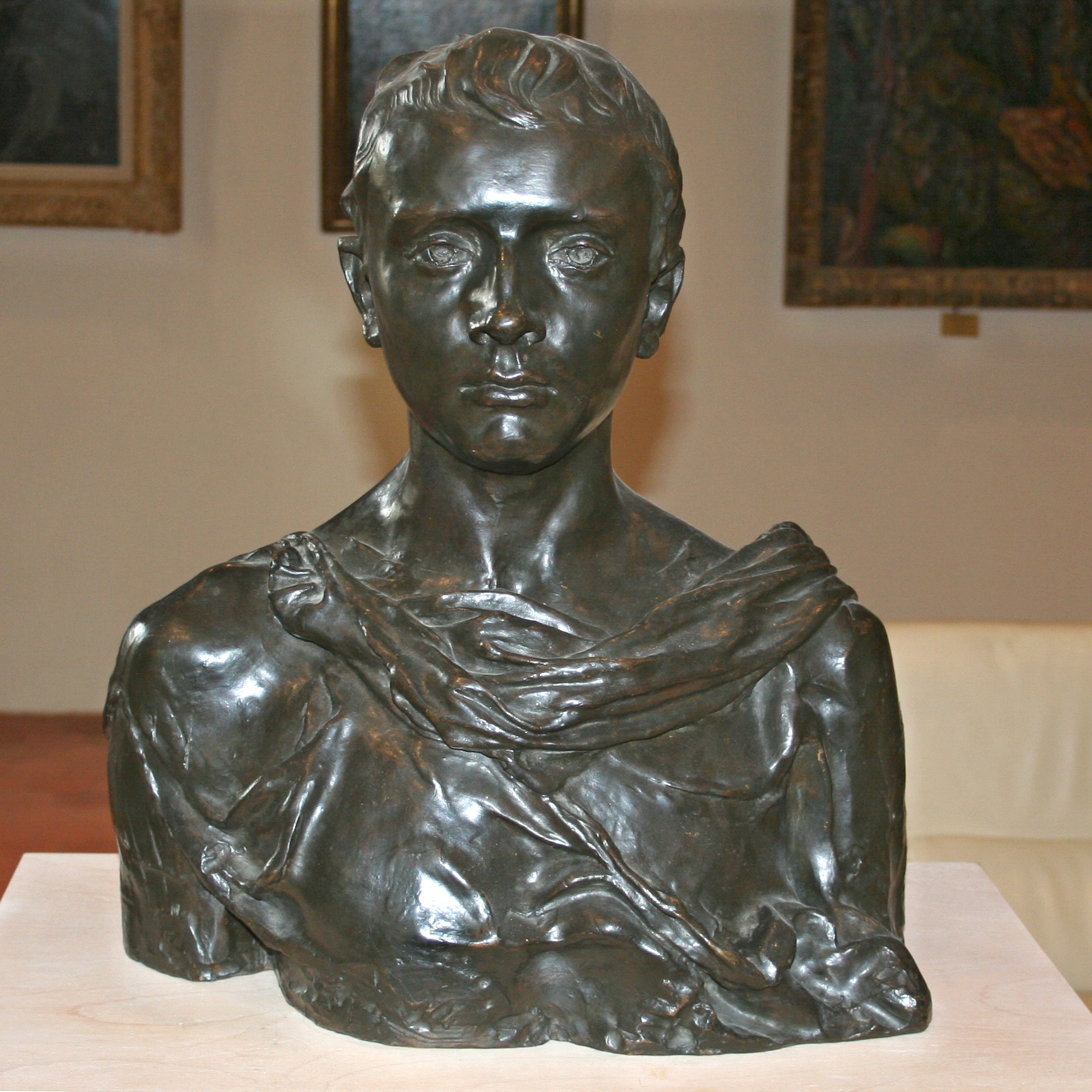
Camille Claudel, busto in bronzo del fratello Paul

Paul nasce il 6 agosto 1868, poco meno di quattro anni dopo Camille. È il tanto atteso figlio maschio che viene battezzato l’11 ottobre con il nome dell’unico fratello della signora Claudel, Paul Cerveaux, morto suicida per annegamento nella Marna appena due anni prima della nascita del giovane nipote.  I due fratelli trascorrono l’infanzia nel cantone di Fère, un luogo a cui si sentiranno sempre radicati, che vanta un castello medievale e uno strano raggruppamento roccioso nel cuore della foresta, in un luogo chiamato Geyn: una brughiera di sabbia ed erica con un lago e una grotta misteriosa dove si dice che abbia vissuto una strega. È qui che Camille comincerà a lavorare la creta e Paul a sognare dai rami più alti del melo che hanno in giardino e su cui ama arrampicarsi.  Camille ha sei anni e Paul due, quando si trasferiscono a Bar-le-Duc e sei anni più tardi a Nogent, un vero e proprio vivaio di scultori, dove i due avranno il loro primo precettore a domicilio, Monsieur Colin, che entrambi ameranno molto. Infine arrivano a Wassy-sur-Blaise dove Camille, ormai quindicenne, scopre una collina di morbida terra che le permetterà di modellare a volontà e dove Paul farà catechismo e la sua prima comunione. In questi anni e in questi luoghi si creerà tra loro un legame speciale.
Camille inizia a modellare all'età di sei anni, Paul scrive piccole poesie e storiografie non appena impara a comporre frasi, a sei o sette anni. Camille riceve le sue prime lezioni di scultura a tredici anni a Nogent e il suo maestro è da subito convinto del suo talento. Tredici anni è l'età in cui Paul, che posa per sua sorella, compone la sua prima opera dedicata a Camille. Entrambi precoci. Entrambi così ostinati da dedicare il loro tempo libero, le vacanze e gran parte dei loro sogni alle loro rispettive passioni.
(Anne Rivière e Bruno Gaudichon, Camille Claudel. Corrispondenza, pag.65-66)

### Gli inizi
Sin dall’adolescenza, Camille Claudel si appassiona alla scultura e inizia giovanissima a lavorare l'argilla. Costantemente sostenuta dal padre, Camille Claudel riesce ad affrontare l’opposizione di sua madre, che nutre da sempre un'avversione violenta verso quest’arte che affascina sua figlia maggiore. L’arrivo a Parigi con la famiglia coinciderà con la sua partecipazione all’Accademia Colarossi, dove sarà allieva del maestro Alfred Boucher. Sempre nel 1882 prende in affitto uno studio in rue Notre-Dame-des-Champs nº117 con altre scultrici per lo più inglesi, tra cui Amy Singer e Jessie Lipscomb, con le quali nascerà una profonda amicizia.
(Anne Rivière e Bruno Gaudichon, Camille Claudel. Corrispondenza, pag. 20)
Prima di trasferirsi a Roma e dopo aver seguito Camille Claudel per oltre tre anni, Boucher chiede a Auguste Rodin, al tempo quarantunenne, di sostituirlo nel suo corso di scultura. Questa sarà l’occasione per Rodin e Claudel di incontrarsi e di dare inizio al loro rapporto tumultuoso e passionale.

### La relazione con Rodin
(Anne Rivière e Bruno Gaudichon, Camille Claudel. Corrispondenza, pag.22)

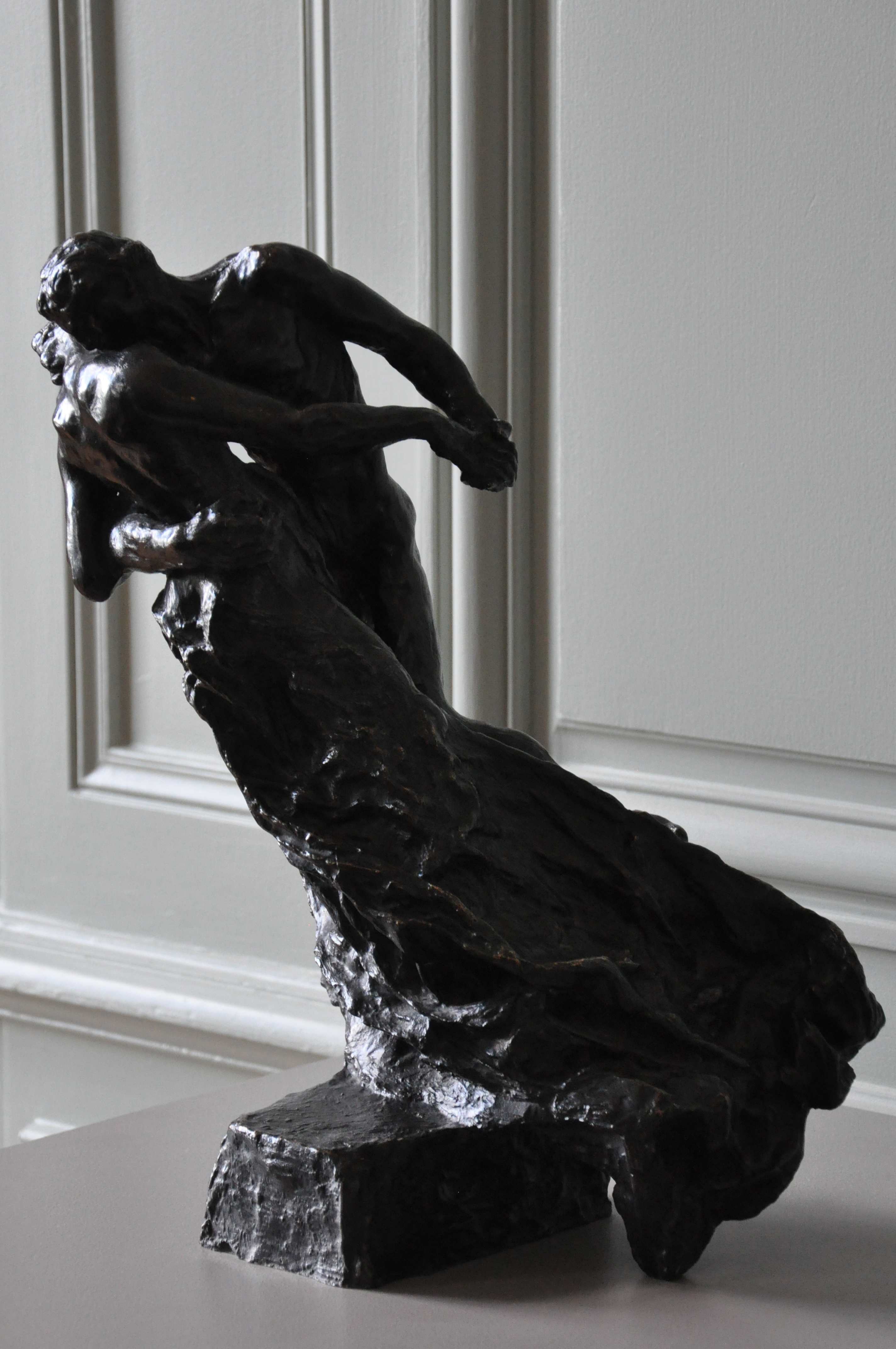
Il valzer di Camille Claudel, 1883-1905. Museo Rodin di Parigi.

Probabilmente i due si incontrano nel 1883. Rodin lavora al 182 di Rue de l'Université dove Camille si trasferisce nel 1884, lasciando il suo vecchio atelier. Ben presto diventa la collaboratrice del suo maestro, che è legato a Rose Beuret, e in breve tempo nasce l'amore. Camille in Rodin, più vecchio di lei di ventiquattro anni, trova non solo il maestro ma anche un padre, che rappresenteranno la rottura dalla madre e la scoperta della sessualità. Dal canto suo Rodin trova in Camille la musa, la modella e l'allieva, piena di qualità e caratterizzata da una vena artistica del tutto autonoma: "Le ho mostrato l'oro, ma l'oro che trova è tutto suo".
Rodin "narra" l'evolversi del suo amore verso la Claudel in numerosi disegni che sono allocati presso il Museo Rodin a Parigi: tali disegni hanno un rilevante contenuto erotico, così come alcuni lavori della stessa Camille che si rifanno a un Kāma Sūtra che fu rivisto e rielaborato da Kālidāsa in un periodo ritenuto a cavallo tra il IV e il V secolo a.C.. Camille Claudel, tra il 1889 e il 1892, concepisce e porta a termine l'opera che più delle altre rappresenta la sua maturità artistica, ma anche di chi sente la brevità dell'amore e del piacere, Il valzer, espressione concreta di un momento di vita, una danza di amore e di morte in una spirale tragica. Significativa l'ispirazione musicale dell'opera dettata probabilmente dall'amicizia con il giovane Debussy. I due cominciano a frequentarsi negli anni 1888-89, mentre l'allora trentenne musicista è legato a Gabrielle Dupont. Camille e Claude trascorrono molte ore a parlare, giornate, notti. Lui la considera un'artista di razza, ne ammira il mestiere, la forza di tagliare il marmo da sé. Potrebbe nascere una nuova storia d'amore e potrebbe essere l'occasione per lasciare Rodin. Ma la stagione delle grandi esposizioni è finita e quando Rodin decide che è tempo di averla di nuovo al fianco, Camille non ci pensa due volte e tronca la relazione con Debussy e insieme a Rodin lascia Parigi per una vacanza di due mesi nella Turenna.
A partire dagli anni 1892-93 il rapporto tra Claudel e Rodin comincia ad entrare in crisi. Camille ritiene di non avere più la forza di proseguire un rapporto senza futuro. Nel momento in cui l'artista capisce che il suo amante non la sposerà, vedrà crollare l'illusione di un'unione che desiderava con tutta se stessa e la speranza di veder riscattati tanti anni di compromessi, ansie, tristezze e risentimenti accumulati.

### L'età matura
Una delle sculture più conosciute della Claudel sia per stile sia per maestosità è il grande bronzo L'età matura (L'Âge Mûr) di cui esistono una versione in gesso e una in bronzo.
L'età matura, richiestale nel 1895 e messa in mostra nel 1899 come gesso mai consegnato al committente. Fu solo nel 1902 che il capitano Tissier ne fece fare a sue spese il bronzo. Il gruppo scultoreo fa richiamo al Rodin stesso "indeciso" fra la sua prima compagna, che poi sposerà, e Camille che nel gruppo scultoreo è simboleggiata dalla figura che tenta di trattenere il "vecchio" amante che ormai si sta rivolgendo verso la sua futura sposa dimostrando comunque un che di esitante.

### Internamento
Alcuni studiosi hanno posto in relazione aspetti importanti del lavoro della Claudel con il suo difficile vissuto dovuto al complesso rapporto con la madre: quando Claudel fu internata in manicomio a Montfavet appena una settimana dopo la morte del padre nel 1913, fu proprio la madre aiutata dal fratello che volle farla rimanere lì a dispetto del parere dei medici curanti che non ritenevano necessario un internamento per i problemi psichici veri o presunti che presentava la ragazza.
La madre non fece mai visita alla figlia durante la degenza nel sanatorio e lo psicanalista Luca Trabucco ipotizza che nel grande bronzo "l'età matura" il sottofondo non è l'abbandono da parte di Rodin, ma un abbandono, dal punto di vista psichico, subito durante l'infanzia.
Quindi a fronte di una madre profondamente depressa e delusa ella si rivolge al padre, col quale si stabilisce una relazione di complicità e di idealizzazione, che, se da un lato la sostiene, dall'altro diviene, presumibilmente, la fonte primaria della sua fragilità. Tutta la sua vicenda umana sembra segnata da questo “trionfo” edipico, che tuttavia le toglie proprio la possibilità di una identificazione femminile: il suo carattere vigoroso, “solare”, pertinace, ha qualcosa che lo lega al cipiglio virile con cui affronta la scultura.

### Lettera di Camille Claudel che chiede la propria liberazione dal manicomio
Camille Claudel il 25 febbraio 1917 invia al dottor Michaux questa lettera:
«Signor dottore,
forse voi non vi ricorderete della vostra ex-paziente e vicina, M.lle Claudel, che fu portata via da casa sua il 13 marzo 1913 e condotta in manicomio, da dove, forse, non uscirà mai più. Sono cinque anni, tra poco sei, che subisco questo terribile martirio. Ero stata dapprima portata nel manicomio di Ville-Evrard, e poi, in un secondo momento, in quello di Montdevergues, vicino Montfavet (Vaucluse). Inutile descrivervi le mie sofferenze. Ultimamente ho scritto a Monsieur Adam, avvocato, a cui mi avevate gentilmente consigliato di rivolgermi, e che in passato mi aveva difesa con successo, pregandolo di occuparsi del mio caso. Ma, in questa circostanza, un vostro consiglio sarebbe necessario perché voi siete un uomo di grande esperienza e, come medico, molto competente sulla questione. Vi prego dunque di prendervi cura del mio caso, insieme a M. Adam, e riflettere su cosa potete fare per me. Per quanto riguarda la mia famiglia non c’è niente da fare: sotto l’influenza di persone malvagie, mia madre, mio fratello e mia sorella non ascoltano che le calunnie da cui sono stata investita. Mi si rimprovera (crimine orribile!) di aver vissuto da sola, di avere dei gatti in casa, di soffrire di manie di persecuzione! È sulla base di queste accuse che sono incarcerata da cinque anni e mezzo come una criminale, privata della libertà, privata del cibo, del fuoco e dei più elementari conforti. Ho spiegato a M. Adam in una lunga lettera gli altri motivi che hanno contribuito alla mia reclusione, e vi prego di leggerla attentamente per rendervi conto di tutti i dettagli del caso.
Forse voi potreste, come dottore in medicina, usare la vostra influenza a mio favore. In ogni caso, se non si vuole concedermi la libertà subito, preferirei essere trasferita alla Salpêtrière o a Sainte-Anne oppure all’ospedale ordinario, dove voi potreste venire a visitarmi per rendervi conto della mia salute. Qui per me vengono pagati 150 franchi al mese, e dovreste vedere come vengo trattata; la mia famiglia non si occupa di me e non risponde alle mie proteste che con il mutismo più assoluto, così vien fatto di me quel che si vuole. È orribile essere abbandonata in questo modo, non posso impedirmi di essere sopraffatta dal dolore. Spero che possiate fare qualche cosa per me, e, ben inteso, nel caso in cui avrete delle spese da sostenere, vi rimborserò per intero.
Mi auguro che non abbiate dovuto subire alcuna disgrazia a causa di questa maledetta guerra, che vostro figlio non abbia sofferto in trincea e che Madame Michaux e i vostri giovani figli siano in buona salute. C’è un'altra cosa che vi chiedo: quando andrete a far visita alla famiglia Merklen, riferite a tutti quel che mi è successo.
Mia madre e mia sorella hanno dato ordine di tenermi isolata nel modo più completo, alcune delle mie lettere non partono e alcune visite non arrivano.
Oltretutto mia sorella si è impossessata della mia eredità e ci tiene molto al fatto che io non esca mai di prigione. Vi prego di non scrivermi qui e di non dire che vi ho scritto, perché vi sto scrivendo in segreto contro i regolamenti dello stabilimento e se si venisse a sapere mi troverei nei guai!»

### La morte
Camille Claudel muore nel manicomio di Montfavet, il 19 ottobre 1943 alle 2 del mattino, all'età di 78 anni, di un colpo apoplettico, probabilmente causato dalla malnutrizione in ospedale. Secondo Max Lafont, tra il 1940 e il 1944, 40 000 pazienti morirono di fame negli ospedali psichiatrici di Francia. Due mesi prima della morte di Camille Claudel, il direttore dell'ospedale psichiatrico aveva detto a Paul Claudel: «i miei pazzi stanno letteralmente morendo di fame: 800 su 2000». Nell'agosto del 1942 gli scrisse che la condizione generale di Camille Claudel «ha registrato un netto declino dopo le restrizioni che hanno colpito duramente gli psicopatici. Tua sorella […] a luglio ha dovuto essere costretta a letto per un edema alla caviglia correlato a carenze e squilibri alimentari».
Fu sepolta, pochi giorni dopo la sua morte, nel cimitero di Montfavet, accompagnata solamente dal personale dell'ospedale; né la sua famiglia, né suo fratello Paul si presentarono. I suoi resti furono poi trasferiti in una fossa comune, il suo corpo non fu reclamato dai parenti.

## Camille Claudel nei musei

### Museo Camille Claudel
Il 26 marzo 2017 si è svolta l'inaugurazione del primo museo al mondo dedicato a Camille Claudel a Nogent-sur-Seine, il luogo dove Camille ha trascorso la sua adolescenza e ha incontrato Alfred Boucher. Si tratta dell'ampliamento del museo creato nel 1902 dagli scultori Paul Dubois (1829-1905) e Alfred Boucher (1850-1934).

### Museo Rodin
Auguste Rodin ha lasciato in eredità le sue opere e la sua collezione (tra cui opere di Camille Claudel) allo Stato che sono state raccolte nel Museo Rodin di Parigi. Il museo dispone di una sala dedicata a Camille Claudel.
- L'Abandon, bronzo.
- Busto di Rodin, modello in gesso ed esemplare in bronzo.
- Clotho, gesso.
- L'età matura, 1° versione in gesso, 2° versione in bronzo.
- L'implorante, riduzione in bronzo.
- Jeune Femme aux yeux clos, terracotta.
- La Jeune Fille à la gerbe, terracotta (dichiarata Patrimonio Nazionale in Francia a novembre del 2003).[24]
- La Niobide blessée, bronzo.
- L'onda, marmo-onice e bronzo.
- Paul Claudel a trentasette anni, bronzo.
- La petite Châtelaine, marmo.
- Le pettegole, modello in gesso, versione in onice, esemplare in bronzo.
- Profonde pensée, bronzo.
- Profonde pensée, marmo.
- Sakuntala, terracotta.
- Il valzer, bronzo.

- Vertumno e Pomona, marmo (versione 1905).

Nel 2014 il Museo Rodin ha dedicato una mostra per il 70º anniversario dalla sua morte dal titolo Camille Claudel sort de ses réserves, con venti opere dell'artista.

### Altri luoghi
- Museo d'Orsay, Parigi:
  - L'età matura (bronzo)
  - Torse de Clotho (gesso)
- Palais des beaux-arts de Lille:
  - Louise Claudel, busto in terracotta, 45 × 22 × 25 cm, 1885
  - Giganti, testa in bronzo, 32 × 26 × 27 cm, 1885
- Musée Sainte-Croix di Poitiers (Vienna): 
  - Niobide blessée, bronzo
  - Jeune femme aux yeux clos, busto in terracotta
- La Piscine, musée d'art et d'industrie de Roubaix:
  - La Petite Châtelaine, busto di marmo, 1896
- Museo Calvet d'Avignone:
  - Busto di Paul Claudel
- Museo d'arte di Tolone:
  - Mon frère en jeune romain (bronzo)
- Musée Albert-André di Bagnols-sur-Cèze:
  - L'implorante (bronzo)
- Musée Bertrand di Châteauroux:
  - Sakuntala (statua mutilata in gesso)
- Musée Pierre-André-Benoit d'Alès:
  - Studio per l'Hamadryade (bronzo)
- Musée d'art Roger-Quilliot:
  - Portrait de Louise, 1884
- Musée des beaux-arts de Reims :
  - Tête de bigrant, bronzo, tra il 1886 e il 1892.
- Musée Boucher-de-Perthes (Somme):
  - Psaume (bronzo)
- National Museum of Women in the Arts a Washington (Stati Uniti):
  - La Jeune Fille à la gerbe: dodici versioni sono state realizzate in bronzo intorno al 1890. Una di queste, l'ottava, è conservata qui.

## Camille Claudel nella cultura di massa

### Filmografia
Sono stati girati due lungometraggi dedicati alla vita e alla figura della scultrice:
- Camille Claudel (1988), film biografico francese, con Isabelle Adjani nella parte di Camille Claudel e Gérard Depardieu in quella di Auguste Rodin. Diretto da Bruno Nuytten e nominato per due premi Oscar, uno per la migliore attrice protagonista e l'altro come miglior film straniero.
- Camille Claudel 1915 (2013), film biografico francese scritto e diretto dal regista Bruno Dumont, con Juliette Binoche nella parte di Camille Claudel.

### Teatro
- Camille, due atti del 1995 di Dacia Maraini.
- Camille Claudel, monologo inserito nella pièce teatrale Les Dames-Femmes Fatales di Vera Giagoni, rappresentato a La Versiliana Festival, Marina di Pietrasanta, il 22 luglio 2018.[26]
- Moi, monologo di Chiara Pasetti liberamente ispirato alla corrispondenza di Camille Claudel al Teatro Openjob Metis di Varese, (marzo 2017).[27]
- Eretica, monologo teatrale di Francesca Martinelli semiologa, artista e performer.  Testo liberamente tratto dalla vita e dalla corrispondenza di Camille Claudel. L’opera, interpretata dalla stessa autrice, debutta presso il Teatro Miela di Trieste nel 2024.